# Sciur padrun da li beli braghi bianchi
Sciur padrun da li beli braghi bianchi è un canto popolare originario del Nord Italia (province di Novara e di Vercelli in Piemonte e in Lomellina in Lombardia) e composto da un autore anonimo tra il XIX e il XX secolo., cantato in dialetto piacentino. È annoverato tra le più famose canzoni intonate dalle mondine durante il lavoro nelle risaie.
La prima versione discografica fu ad opera di Giovanna Daffini.

## Storia
Il canto popolare Sciur padrun da li beli braghi bianchi ebbe origine probabilmente tra il XIX e il XX secolo presso le mondine del Novarese e del Vercellese, che iniziavano ad intonarlo a partire dalla seconda metà del mese di lavoro (che poteva durare anche quaranta giorni), ovvero il periodo in cui si avvicinava la riscossione dello stipendio.
Il brano fu quindi trascritto da Giovanni Bosio e da Roberto Leydi a Gualtieri, in provincia di Reggio Emilia.
Lo ritroviamo per la prima volta in versione discografica nell'album di Giovanna Daffini, ex-mondina, I canti di lavoro nr. 3.

## Testo
Il testo era un invito al proprio datore di lavoro, indicato come il "signor padrone dai bei pantaloni bianchi" (sciur padrun da li beli braghi bianchi) a sborsare i soldi dello stipendio.

## Versioni discografiche
Il brano è stato inciso dai seguenti cantanti e/o gruppi (in ordine cronologico):
- Giovanna Daffini[1]
- Sandra Mondaini[1]
- Gigliola Cinquetti[1] (1971; Lato A del singolo Sciur padrun da li beli braghi bianchi/Amor dammi quel fazzolettino[4])
- Anna Identici[1] (1971; Lato B del singolo L'uva fogarina/Sciur padrun dalle belle braghe bianche)
- Gruppo Padano di Piadena (1975; nell'album Italie/Bella ciao - Chansons du Peuple)[5]
- I Girasoli (2002; nell'album L'Uccellino)

## Il brano nella cultura di massa

### Citazioni in altri brani
- Il canto Sciur padrun da li beli braghi bianchi è citato nel brano di Elio e le Storie Tese Complesso del primo maggio del 2013.

### Radio
- Il brano fu utilizzato come sigla della trasmissione radiofonica Alto gradimento[1].

### Televisione
- Il brano accompagnava i titoli di testa dello sceneggiato RAI del 1971 Un'estate, un inverno, ambientato in Italia durante l'armistizio con gli alleati del 1943 durante la Seconda guerra mondiale.
- Una versione ridotta e reinterpretata del brano è riprodotta nel film "Le braghe del padrone" del 1977.

### Influenza culturale
Nel 1974, il brano fu parodiato e usato come fonte d'ispirazione per la canzone Tiritiritera (sigla iniziale di Tante scuse), cantata da Sandra Mondaini.